# Kurup
Kurup is een bestuurslaag in het regentschap Ogan Komering Ulu van de provincie Zuid-Sumatra, Indonesië. Kurup telt 1846 inwoners (volkstelling 2010).